# Променево-зап'ястковий суглоб
Промене́во-зап'я́стковий суглоб (лат. articulatio radiocarpatis) — рухоме з'єднання верхньої кінцівки людини між першим рядом кісток зап'ястка та променевою кісткою.

## Анатомія
Променево-зап'ястковий суглоб формують наступні структури з проксимального боку: зап'ясткова суглобова поверхня, та суглобовий диск променевої кістки; з дистального: проксимальна поверхня човноподібної кістки, півмісяцевої кістки, тригранної кістки, що утворюють перший ряд кісток зап'ястка. Променево-зап'ястковий суглоб — це складний, еліпсопобідний та двоосьовий суглоб, в якому можливе згинання — до 90°, розгинання — до 80°, приведення — до 40°, відведення — до 20°, можливий також коловий рух. Суглоб має щільну капсулу, що фіксується до краю суглобових поверхонь кісток, що формують суглоб.